# Sterictiphora angelicae
Sterictiphora angelicae is een vliesvleugelig insect uit de familie van de Argidae. De wetenschappelijke naam van de soort is voor het eerst geldig gepubliceerd in 1799 door Panzer.